# Lijst van grootste metropolen van Azië
Deze lijst bevat de grootste steden (metropolen of agglomeraties van Azië qua inwoneraantal, beperkt tot metropolen met meer dan 3.000.000 inwoners. Het land, het geschat aantal inwoners per 1 januari 2025, en eventueel de naam van de agglomeratie en grote bijhorende steden staan erbij.
| Rang | Metropool gebiedsnaam    | Land                         | Bevolking  | Opmerkingen                                                                              |
| ---- | ------------------------ | ---------------------------- | ---------- | ---------------------------------------------------------------------------------------- |
| 1    | Guangzhou (Kanton)       | China                        | 72.700.000 | Parelrivierdelta incl. Dongguan, Foshan, Huizhou, Jiangmen, Shenzhen en Zhongshan        |
| 2    | Shanghai                 | China                        | 41.600.000 | incl. Changzhou, Kunshan, Suzhou en Wuxi                                                 |
| 3    | Tokio                    | Japan                        | 41.200.000 | Kanto-Regio incl. Chiba, Maebashi, Sagamihara, Kawasaki , Saitama, Utsunomiya & Yokohama |
| 4    | Delhi                    | India                        | 35.700.000 | incl. New Delhi, Faridabad, Ghaziabad & Gurgaon                                          |
| 5    | Jakarta                  | Indonesië                    | 29.500.000 | Jabotabek incl. Bogor, Depok, Tangerang & Bekasi                                         |
| 6    | Manilla                  | Filipijnen                   | 27.800.000 | incl. Antipolo, Caloocan en Quezon City                                                  |
| 7    | Mumbai (Bombay)          | India                        | 27.609.000 | incl. Bhiwandi, Navi Mumbai, Kalyan-Dombivli, Thane, Vasai-Virar & Ulhasnagar            |
| 8    | Seoel                    | Zuid-Korea                   | 25.200.000 | incl. Incheon, Bucheon, Goyang, Seongnam & Suwon                                         |
| 9    | Dhaka                    | Bangladesh                   | 23.100.000 | incl. Gazipur en Narayanganj                                                             |
| 10   | Bangkok                  | Thailand                     | 21.800.000 | incl. Nonthaburi en Pattaya                                                              |
| 11   | Beijing (Peking)         | China                        | 21.500.000 |                                                                                          |
| 12   | Karachi                  | Pakistan                     | 21.000.000 |                                                                                          |
| 14   | Chengdu                  | China                        | 18.100.000 |                                                                                          |
| 15   | Kolkata (Calcutta)       | India                        | 17.900.000 | incl. Haora                                                                              |
| 13   | Osaka                    | Japan                        | 17.700.000 | Keihanshin incl. Himeji, Kobe, Kyoto en Sakai                                            |
| 16   | Teheran                  | Iran                         | 16.800.000 | incl. Karaj                                                                              |
| 17   | Quanzhou                 | China                        | 15.200.000 | incl. Putian, Xiamen en Zhangzhou                                                        |
| 18   | Bangalore                | India                        | 14.700.000 |                                                                                          |
| 19   | Hangzhou                 | China                        | 14.600.000 | incl. Shaoxing                                                                           |
| 19   | Lahore                   | Pakistan                     | 14.600.000 |                                                                                          |
| 21   | Ho Chi Minhstad (Saigon) | Vietnam                      | 14.300.000 | incl. Biên Hòa en Thuận An                                                               |
| 22   | Xi'an                    | China                        | 13.400.000 | incl. Xianyang                                                                           |
| 23   | Chennai (Madras)         | India                        | 12.900.000 |                                                                                          |
| 23   | Chongqing (Tsjoengking)  | China                        | 12.900.000 |                                                                                          |
| 25   | Wuhan                    | China                        | 12.600.000 |                                                                                          |
| 26   | Haiderabad               | India                        | 11.700.000 |                                                                                          |
| 26   | Tianjin (Tientsin)       | China                        | 11.700.000 |                                                                                          |
| 28   | Changsha                 | China                        | 11.500.000 | incl. Xiangtan en Zhuzhou                                                                |
| 29   | Nagoya                   | Japan                        | 10.500.000 | Chukyo incl. Gifu, Okazaki en Yokkaichi                                                  |
| 30   | Zhengzhou                | China                        | 10.300.000 |                                                                                          |
| 31   | Taipei                   | Taiwan                       | 10.100.000 | incl. Taoyuan & Nieuw Taipei (grotendeels)                                               |
| 32   | Ahmedabad                | India                        | 9.900.000  |                                                                                          |
| 33   | Kuala Lumpur             | Maleisië                     | 9.550.000  | incl. Klang                                                                              |
| 34   | Nanjing (Nanking)        | China                        | 9.500.000  | incl. Ma'anshan                                                                          |
| 35   | Shenyang (Mukden)        | China                        | 8.800.000  | incl. Fushun                                                                             |
| 36   | Hefei                    | China                        | 8.200.000  | inc'Feidong en Feixi                                                                     |
| 37   | Shantou                  | China                        | 8.050.000  | incl. Chaozhou en Jieyang                                                                |
| 37   | Surat                    | India                        | 8.050.000  |                                                                                          |
| 39   | Poona                    | India                        | 8.000.000  | incl. Pimpri-Chinchwad                                                                   |
| 39   | Singapore                | Singapore                    | 8.000.000  | incl. Johor Bahru (Maleisië)                                                             |
| 41   | Bagdad                   | Irak                         | 7.800.000  |                                                                                          |
| 42   | Qingdao (Tsingtao)       | China                        | 7.700.000  | incl. Jiaozhou                                                                           |
| 42   | Riyad                    | Saoedi-Arabië                | 7.700.000  |                                                                                          |
| 43   | Ningbo                   | China                        | 7.600.000  | incl. [[\| incl. Cixi en Yuyao Cixi (stad)\|Cixi]] en Yuyao                              |
| 44   | Hongkong                 | Hongkong                     | 7.500.000  | incl. Kowloon en Victoria                                                                |
| 45   | Hanoi                    | Vietnam                      | 7.350.000  |                                                                                          |
| 46   | Bandung                  | Indonesië                    | 7.000.000  | incl. Cimahi                                                                             |
| 46   | Wenzhou                  | China                        | 7.000.000  | incl. Rui'an en Yueqing                                                                  |
| 48   | Kunming                  | China                        | 6.800.000  |                                                                                          |
| 49   | Jinan                    | China                        | 6.750.000  |                                                                                          |
| 50   | Shijiazhuang             | China                        | 6.450.000  |                                                                                          |
| 51   | Amman                    | Jordanië                     | 6.150.000  |                                                                                          |
| 51   | Taiyuan                  | China                        | 6.150.000  |                                                                                          |
| 53   | Dubai                    | Verenigde Arabische Emiraten | 6.050.000  | incl. Sharjah                                                                            |
| 54   | Surabaya                 | Indonesië                    | 5.950.000  |                                                                                          |
| 55   | Yangon (Rangoon)         | Myanmar                      | 5.650.000  |                                                                                          |
| 56   | Harbin                   | China                        | 5.550.000  |                                                                                          |
| 56   | Nanning                  | China                        | 5.550.000  |                                                                                          |
| 58   | Dalian                   | China                        | 5.400.000  |                                                                                          |
| 59   | Guiyang                  | China                        | 5.300.000  |                                                                                          |
| 60   | Kabul                    | Afghanistan                  | 5.250.000  |                                                                                          |
| 61   | Ankara                   | Turkije                      | 5.200.000  |                                                                                          |
| 61   | Changchun                | China                        | 5.200.000  |                                                                                          |
| 63   | Nanchang                 | China                        | 5.150.000  |                                                                                          |
| 64   | Chittagong               | Bangladesh                   | 5.050.000  |                                                                                          |
| 64   | Koeweit-stad             | Koeweit                      | 5.050.000  |                                                                                          |
| 66   | Ürümqi                   | China                        | 5.000.000  |                                                                                          |
| 67   | Colombo                  | Sri Lanka                    | 4.975.000  | incl. Dehiwala-Mount Lavinia en Negombo                                                  |
| 68   | Fuzhou                   | China                        | 4.775.000  |                                                                                          |
| 69   | Linyi                    | China                        | 4.650.000  |                                                                                          |
| 70   | Jaipur                   | India                        | 4.525.000  |                                                                                          |
| 71   | Medan                    | Indonesië                    | 4.250.000  |                                                                                          |
| 72   | Lucknow                  | India                        | 4.225.000  |                                                                                          |
| 73   | Faisalabad               | Pakistan                     | 4.125.000  |                                                                                          |
| 74   | Busan                    | Zuid-Korea                   | 3.975.000  |                                                                                          |
| 74   | Damascus                 | Syrië                        | 3.975.000  |                                                                                          |
| 74   | Zibo                     | China                        | 3.975.000  | incl. Zouping                                                                            |
| 77   | Jeddah                   | Saoedi-Arabië                | 3.950.000  |                                                                                          |
| 78   | Tasjkent                 | Oezbekistan                  | 3.850.000  |                                                                                          |
| 79   | Indore                   | India                        | 3.750.000  |                                                                                          |
| 79   | Luoyang                  | China                        | 3.750.000  |                                                                                          |
| 81   | Kanpur                   | India                        | 3.700.000  |                                                                                          |
| 82   | Lanzhou                  | China                        | 3.575.000  |                                                                                          |
| 82   | Nagpur                   | India                        | 3.575.000  |                                                                                          |
| 84   | Mashhad                  | Iran                         | 3.475.000  |                                                                                          |
| 84   | Nantong                  | China                        | 3.475.000  |                                                                                          |
| 86   | Gujranwala               | Pakistan                     | 3.450.000  |                                                                                          |
| 87   | Isfahan                  | Iran                         | 3.425.000  |                                                                                          |
| 88   | Bhilai                   | India                        | 3.375.000  | incl. Raipur                                                                             |
| 89   | Weifang                  | China                        | 3.325.000  |                                                                                          |
| 90   | Sanaa                    | Jemen                        | 3.275.000  |                                                                                          |
| 91   | Jiangyin                 | China                        | 3.200.000  | inc. Zhangjiagang                                                                        |
| 92   | Kathmandu                | Nepal                        | 3.175.000  |                                                                                          |
| 93   | Xuzhou                   | China                        | 3.150.000  |                                                                                          |
| 94   | Coimbatore               | India                        | 3.075.000  |                                                                                          |
| 95   | Izmir                    | Turkije                      | 3.025.000  |                                                                                          |
| 95   | Pyongyang                | Noord-Korea                  | 3.025.000  |                                                                                          |
| 97   | Tel Aviv                 | Israël                       | 3.000.000  | incl. Jaffa                                                                              |